# هانس-اولریش گراپنتین
هانس-اولریش گراپنتین (به آلمانی: Hans-Ulrich Grapenthin) بازیکن فوتبال و دروازه‌بان اهل آلمان شرقی بود که از سال ۱۹۷۵ میلادی عضو تیم ملی فوتبال آلمان شرقی بوده‌است. وی در ۲۱ بازی ملی حضور داشته و در بازی‌های ملی‌اش گلی به ثمر نرساند. هانس-اولریش گراپنتین آخرین بازی ملی خود را در سال ۱۹۸۱ میلادی انجام داد.